# Jutta Makowsky

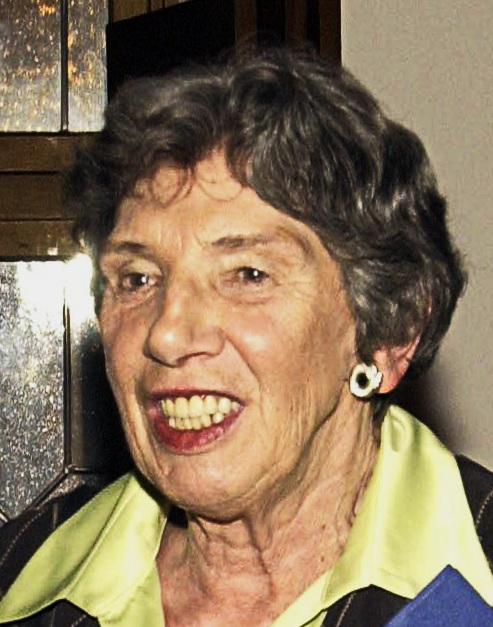
Jutta Makowsky, 2004

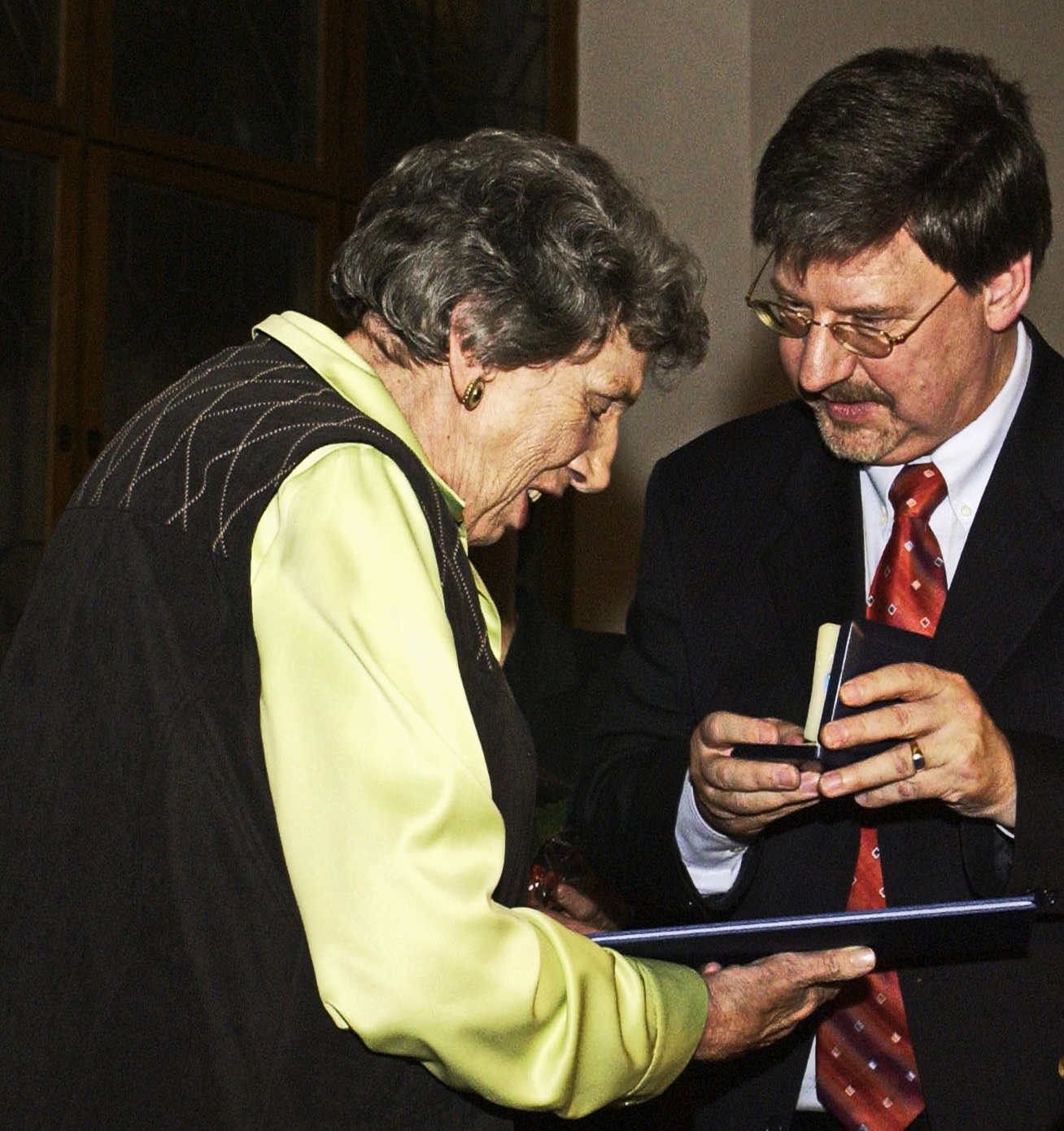
Jutta Makowsky erhält 2004 den Bayerischen Poetentaler von Alfons Schweiggert

Jutta Makowsky (* 26. August 1928 in Freiburg; † 18. Januar 2013 in München) war eine deutsche Journalistin und Autorin.

## Leben
Jutta Makowsky wuchs in Freiburg in einer Künstlerfamilie auf. Nach der Schule besuchte sie in Stuttgart die Schauspielakademie. Sie hatte Engagements als Schauspielerin in Heidelberg und Freiburg. Daneben arbeitete sie beim Südwestfunk als Sprecherin, unter anderem nahm sie Hörspiele auf Alemannisch auf. Damals begann sie auch, in alemannischer Mundart zu schreiben und verfasste einige Hörspiele, die im SWF ausgestrahlt wurden.
Ab 1959 lebte sie in München als Freie Journalistin für Presse und Rundfunk. In den 1960er Jahren begann sie, kleine Alltagserlebnisse in Prosa als Satire und Glosse zu verfassen, die in Zeitungen und später als Bücher veröffentlicht wurden. Ab 1974 war sie ständige Freie Mitarbeiterin bei der Süddeutschen Zeitung. Auch für den Bayerischen Rundfunk erstellte sie Beiträge.
1987 erschien ihr erstes Buch „Mamas Lieblinge“. Insgesamt verfasste sie vierzehn Bücher und auch einige Gedichte.
1970 erschien von ihr ein Beitrag auf Alemannisch in der Anthologie „Alemannische Geschichten“.
Sie war Mitglied des Künstlerkreises 83 München-Pasing (KK83) und wurde 2001 mit der Goldene Rose ausgezeichnet.
Makowsky gehörte zu den ersten weiblichen Autorinnen, die 2001 bei den Münchner Turmschreibern aufgenommen wurde. Im Jahr 2004 wurde sie mit dem Bayerischen Poetentaler der Turmschreiber ausgezeichnet.
Sie spielte über 35 Jahre lang Orgel im Gottesdienst der evangelisch-lutherischen Paul-Gerhardt-Gemeinde, im Altersheim Alfons-Hoffmann-Haus und der Seniorenresidenz am Westpark in München.
Jutta Makowsky war verheiratet und hatte einen Sohn.

## Werk
- Mamas Lieblinge. Vorwiegend heiteres über Mütter und Kinder. Verlagsanstalt Bayerland, Dachau 1987, ISBN 3-89251-09-1.
- Mit Luft und Liebe. Vorwiegend Heiteres für Radlfreunde. Verlagsanstalt Bayerland, Dachau 1989, ISBN 3-89251-050-4.
- Statt Schoklad. Schmankerl für kleine und große Leseratten. Verlagsanstalt Bayerland, Dachau 1990, ISBN 3-89251-081-4.
- Morgensonne. Roman. Herbig, München 1992, ISBN 3-7766-1713-6.
- Mode. Ein fröhliches Wörterbuch für Modefans und Modemuffel, Junge und Junggebliebene, Schlanke und Mollige, Anspruchsvolle und Unbedarfte. Mit Zeichnungen von Betty Sack. Tomus, München 1992, ISBN 3-8231-0092-0.
- Endlich Oma! Mit Ill. von Ernst Hürlimann. Tomus, München 1995, ISBN 3-8231-0742-9.
- Geht es Ihnen auch so? Witzig-Spritziges zum Zeitgeschehen. Ullstein, Frankfurt am Main / Berlin 1995, ISBN 3-548-23502-6.
- Von Weihnachtsmenschen, Engeln und Tannenbäumen. Ullstein, Frankfurt am Main / Berlin 1995, ISBN 3-548-23802-5.
- Geliebte Tante. Tomus, München 1998, ISBN 3-8231-0876-X.
- Früher war alles besser. Ein Spaziergang durch den Alltag. Turmschreiber-Verlag, Pfaffenhofen 1999, ISBN 3-930156-56-3.
- Immer schön fröhlich bleiben. Aufgelesenes – Aufgeschriebenes. Turmschreiber-Verlag, Pfaffenhofen 2001, ISBN 3-930156-73-3.
- Tierisch. Geschichten von Zwei- und Vierbeinern. Zeichnungen von Franz Eder. Turmschreiber-Verlag, Pfaffenhofen 2005, ISBN 3-930156-94-6.
- Ab Morgen wird abgespeckt. Geschichten und Glossen durch Dick und Dünn. Zeichnungen von Franz Eder. Turmschreiber-Verlag, Pfaffenhofen 2008, ISBN 978-3-938575-03-1.
- Ein Teuferl am Christbaum. Stimmungsvolles, Heiteres und Kritisches zur Weihnachtszeit. Bayerland, Dachau 2010, ISBN 978-3-89251-417-6.

### Beiträge in Anthologien
- Prosa. In: Alemannische Geschichten. E Lesbuech in der Muettersproch für großi und chlini Lüt. Hrsg. von der Muettersproch, Gesellschaft für Alemannische Sprache. Schriftleitung Richard Gäng. Moritz Schauenburg Verlag, Lahr/Schwarzw. 1970.
- So schreibn mir! Erste Präsentation der Weiß-Blaustrümpf. Herausgegeben von Renate Mayer und der Münchener Autorenvereinigung „Littera“. Stieglitz-Verlag Händle, Mühlacker und Irdning/Steiermark, 1983, ISBN 3-7987-0214-4.

### Tonträger
- Früher war alles besser. Ein Spaziergang durch den Alltag. Jutta Makowsky. TeBiTo, Landsham, Sprecherin 2000; 2 Tonkassetten, 165 Min. ISBN 3-934044-42-5.